# Francesco Bussone da Carmagnola
Francesco Bussone da Carmagnola també conegut amb el malnom de Il Carmagnola (Carmagnola, Torí, ? - Venècia, 5 de maig de 1432) fou un general italià.
Sobrenom de Francesco Bussone, condottiere italià al servei de Felip Maria Visconti, duc de Milà, especialment en la conquesta del Milanesat, Alexandria, Brescia i Gènova. Durant les Guerres de Llombardia, el 1425 es passà a la República de Venècia i lluità contra el Ducat de Milà; prengué Brescia (1426) i Bèrgam (1428) i es distingí per la important victòria a la batalla de Maclodio (1427), però la seva generositat cap als presoners el feren sospitós al consell dels Deu. Alguns revers, i sobretot una derrota experimentada per la flota l'any 1431, feren que fos acusat de traïció a la república, condemnat a mort i decapitat.
És heroi d'una tragèdia d'Alessandro Manzoni: Conta di Carmagnola (1826).